# Нове Янчино
Нове Янчино (біл. вёска Новы Янчына) — село в складі Борисовського району Мінської області, Білорусь. Село підпорядковане Зачистівській сільській раді, розташоване в північно-східній частині області.